# Anacampseros namaquensis
Anacampseros namaquensis és una espècie de planta amb flors del gènere Anacampseros dins la família de les anacampserotàcies.

## Descripció
És una planta perenne suculenta i de creixement lent, columnar, de fins a 10 cm d'alçada, amb branques carnoses cobertes de fulles arrodonides que formen vàries espirals superposades compactes. Desenvolupa un petit càudex.
Les fulles són arrodonides, obovades o cuneades, de 3 a 7 mm de llarg i 3 mm d'ample, de color ver-grisós pàl·lid a verd-vermellós, amb pèls blancs més o menys densament enredats, més llargs que les fulles, i amb pèls marronosos de 1,5 cm de llarg, rissats i escasos, a les aixelles de les fulles.
Floreix a l'estiu, amb bràctees de fins a 4 flors, amb pètals de 7 a 9 mm de llarg i 4 a 5 mm d'ample, obovats a ovats-lanceolats, aguts, de color rosa fosc o vermell carmí, amb els marges i el revers sovint més pàl·lids.

## Distribució
Espècie endèmica del sud de Namíbia i de la província Cap Septentrional de Sud-àfrica (Namaqualand i Richtersveld).

## Cultiu
De creixement lent però molt resistent. Els seus enemics són el fred i l'excés d'aigua. La terra ha de ser ben drenada, a l'hivern ha d'estar sense reg entre 5 i 10 °C, però pot suportar esporàdiques gelades lleugeres.
Es reprodueixen fàcilment d'esqueix o de llavor.

## Taxonomia
Aquesta espècie va ser descrita de manera vàlida per primer cop l'any 1912 a la revista Annals of the South African Museum per Henry Harold Welch Pearson (1849-1923) i Edith Layard Stephens (1884-1966).

### Sinònims
Els següents noms científics són sinònims d'Anacampseros namaquensis:
- Sinònims homotípics

- Anacampseros filamentosa subsp. namaquensis (H.Pearson & Stephens) G.D.Rowley

- Sinònims heterotípics

- Anacampseros baeseckei Dinter ex Poelln.